# Oriol Mohedano
Oriol Mohedano Segura (Creixell, provincia de Tarragona, España, 8 de julio de 1986) es un entrenador de fútbol español que actualmente entrena al Jhapa FC de la liga de fútbol de Nepal.

## Trayectoria
Oriol Mohedano comenzaría su trayectoria en los banquillos en las categorías inferiores del Roda de Barà y posteriormente en el Nàstic de Tarragona, antes de marcharse en 2012 al Servette FC suizo, del que formaría parte del cuerpo técnico de su equipo siendo segundo entrenador del conjunto Sub-18.
De septiembre de 2015 hasta diciembre del mismo año, sería segundo entrenador del FC Legirus Inter finlandés.
En enero de 2016, se convierte en entrenador del Phnom Penh Crown de la Liga C de Camboya, ya que Sam Schweingruber, con quien había coincidió en el Servette suizo, confió en él para un proyecto sin mucho recorrido en el que estaría durante 3 meses en el conjunto camboyano.
En abril de 2016, regresa a Finlandia para dirigir al filial del SJK Seinäjoki hasta el final de la temporada.
En enero de 2017, sube al primer equipo del SJK Seinäjoki de la Veikkausliiga, para ser segundo entrenador de Simo Valakari y Brian Page.
En mayo de 2017, regresa a Camboya para dirigir al Angkor Tiger FC de la Liga C de Camboya, en sustitución del entrenador nipón Kenichi Yatsuhashi. En 2021 afrontaría su cuarta temporada en el conjunto camboyano.
El 4 de febrero de 2022, firma por el Preah Khan Reach Svay Rieng Football Club de la Liga C de Camboya, al que dirige hasta el 30 de noviembre de 2022.
El 3 de enero de 2023, firma como segundo entrenador de Andrés García Soler en el Raufoss IL de la Adeccoligaen, la segunda división noruega.
En agosto de 2023, firma por el Siem Reap United de la Liga C de Camboya.
El 5 de octubre de 2023, firma como entrenador del Jhapa FC de la liga de fútbol de Nepal.

## Clubes

### Como entrenador
| Club                                      | País      | Año             |
| ----------------------------------------- | --------- | --------------- |
| Servette FC Sub-18                        | Suiza     | 2014-2015       |
| FC Legirus Inter (2º Entrenador)          | Finlandia | 2015            |
| Phnom Penh Crown                          | Camboya   | 2016            |
| SJK Seinäjoki II                          | Finlandia | 2016-2017       |
| SJK Seinäjoki (2º Entrenador)             | Finlandia | 2017            |
| Angkor Tiger FC                           | Camboya   | 2017-2022       |
| Preah Khan Reach Svay Rieng Football Club | Camboya   | 2022            |
| Raufoss IL                                | Noruega   | 2023            |
| Siem Reap United                          | Camboya   | 2023            |
| Jhapa FC                                  | Nepal     | 2023-Actualidad |